# Amblyceps tuberculatum
Amblyceps tuberculatum es una especie de pez de la familia Amblycipitidae en el orden de los Siluriformes.

## Morfología
• Los machos pueden llegar alcanzar los 9,7 cm de longitud total.
- Número de  vértebras:  40.[1]

## Hábitat
Es un pez de agua dulce y de clima tropical.

## Distribución geográfica
Se encuentra en la India.